# Begijnhof Aalst
Het begijnhof van Aalst werd begin 13e eeuw gebouwd op grondgebied dat toebehoorde aan de Abdij van Affligem. Het was gelegen tussen de kronkelende Oude Dender en de Pontstraat tot begin jaren 1950 de toen vervallen huisjes werden gesloopt om er sociale woningen te bouwen. Tegenwoordig spreekt men van de sociale woonwijk Oud Begijnhof. 

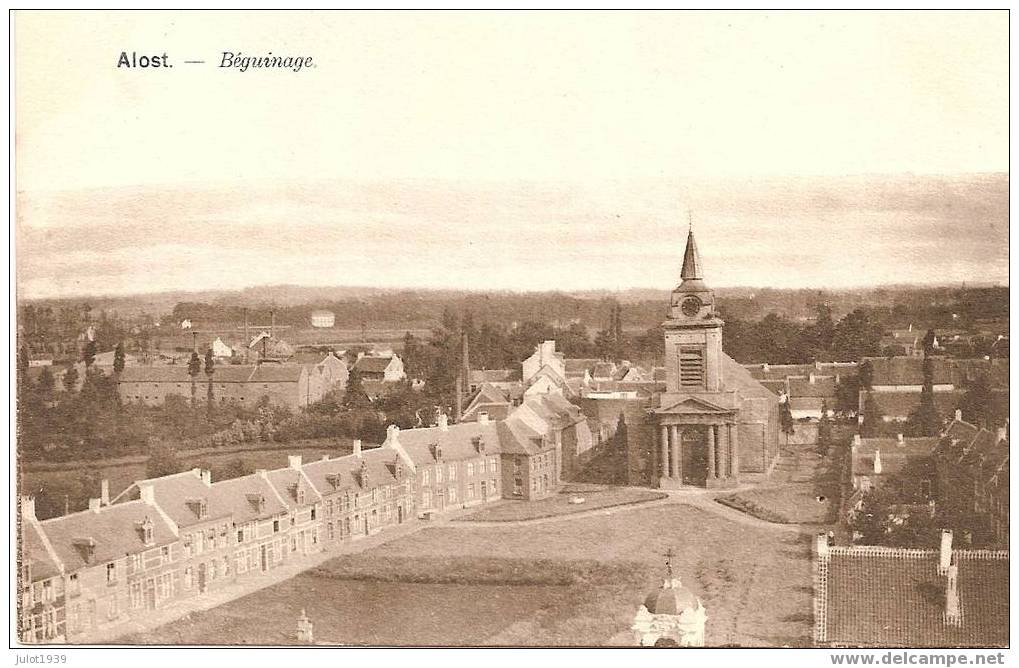
Het oude Begijnhof op een luchtfoto. 1910.

Enige overgebleven bouwwerken zijn de classicistische Sint-Catharinakerk uit 1787, de Sint-Antonius van Paduakapel uit 1872 en een neotraditioneel huis uit 1878. In 1973 werd de kerk beschermd als monument (erfgoed) en in 1997 een deel van de oude begijnhofmuur. Tijdens de UNESCO vaststelling van werelderfgoed, werd het Aalsters begijnhof niet opgenomen op de lijst.

## Geschiedenis Het Begijnhof

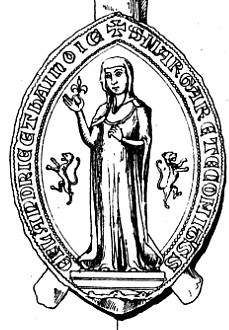
Het zegel van Margaretha II van Vlaanderen.

### 13de - 19de eeuw
Dit begijnhof, gelegen buiten de stadsmuren, werd gesticht in 1260 en telde in het midden van de 16e eeuw ongeveer 200 begijnen.
Het Begijnhof werd uitgebouwd op het domein van het voormalige Boudenaershof een hof geschonken aan de begijnen door Wouter van Gier en zijn eega Gertrudis, dit met goedkeuring van Margaretha II van Vlaanderen (akte van 1264: goedkeuring door de Aalsterse Schepenen in het jaar 1266). De ligging was tussen de sinds 1962 gedempte oude Dender (thans de Burchtstraat) en de Pontstraat.
De eerste kerk en kapel werd ingewijd in het jaar 1266, en werd gewijd aan Sint-Catharina-van-de-Zavel.

### Protest en afbraak 20ste eeuw.
Tijdens het begin van de 20ste eeuw geraakten de begijnhuisjes steeds verder in verval, na de tweede wereldoorlog werd de toestand zo slecht dat het stadsbestuur van Aalst ervoor pleitte om de huizen te slopen en een herbestemming te plannen als bouwgrond. De hoofdreden hiervoor was het tekort aan woningen te Aalst. Indertijd (1945-1950) was er een grote woningsnood. In 1952 slaagde het Aalsterse stadsbestuur erin om het Begijnhof aan te schaffen.

Ondanks zowel lokaal als nationaal protest van onder andere de VVAK (Vereniging voor Aalsters Kultuurschoon) en de VTB (Vlaamse Toeristenbond) werd het begijnhof datzelfde jaar al grotendeels gesloopt. 

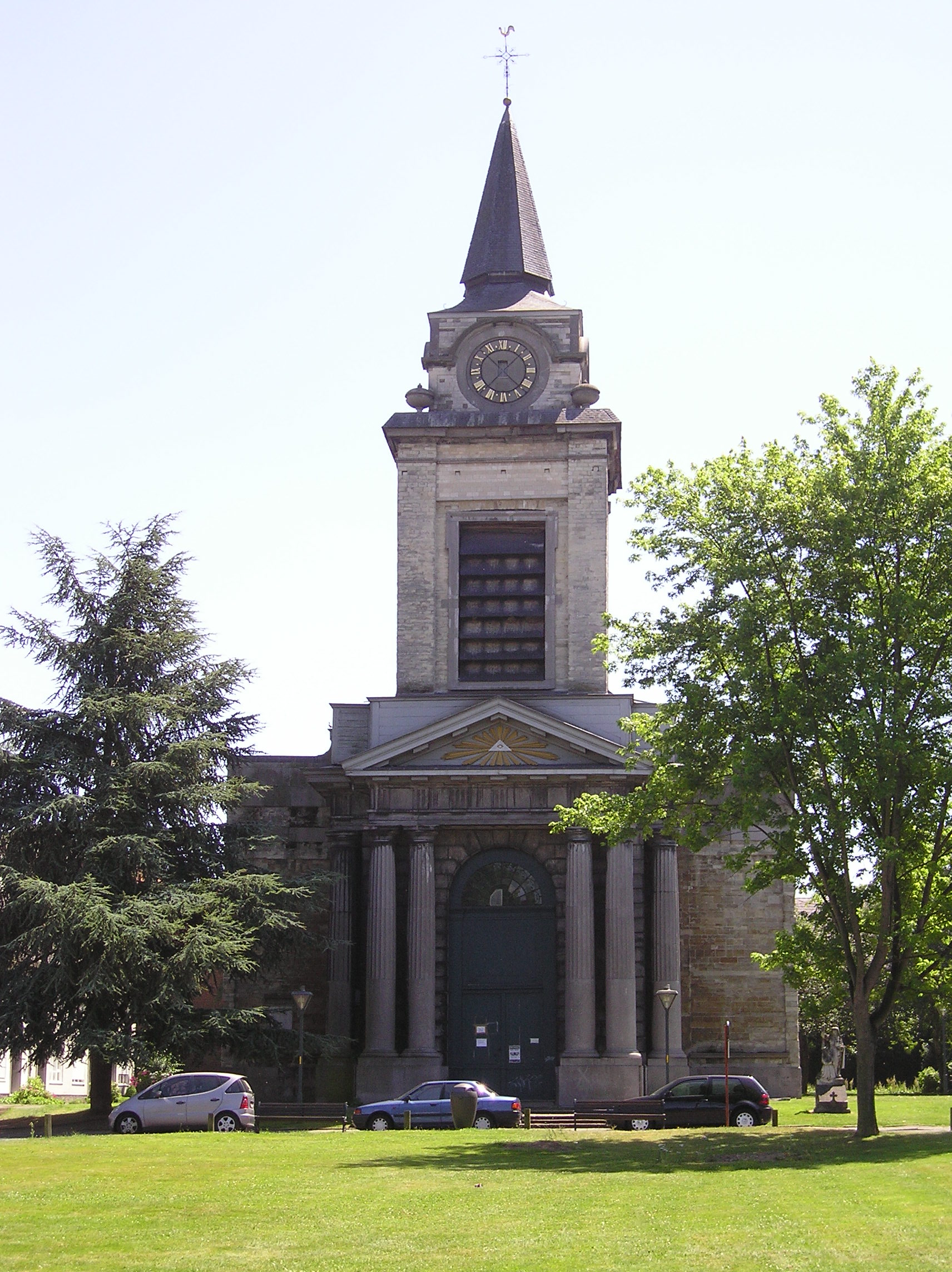
De classicistische Sint-Catharinakerk, anno 2006. Deze kerk was de begijnhofkerk.

## Sociale woonwijk Oud Begijnhof

### Bouwgeschiedenis van de sociale woonwijk (1952)
Na de sloop van de vervallen huisjes, werden sociale woningen gebouwd die thans ook erkend zijn als onroerend erfgoed. Werkte Victor Coolens het voorontwerp uit voor een nieuwe woonwijk met behoud van het begijnhofkarakter. Het was ook de VVAK die een voorontwerp liet maken door de Aalsterse architecten Jean De Gheest, Walter Van Herreweghe en Antoon Blanckaert. Het was Antoon Blanckaert, samen met Robert Moens de Hase en de jonge Aalsterse architect Etienne De Saedeleer, die in 1954 aangesteld werden voor de eigenlijke bouwaanvraag voor 56 goedkope woningen in opdracht van Samenwerkende Maatschappij van Goedkope Woningen voor het Gewest Aalst .
Tussen 1954 en 1959 werd de sociale woonwijk gebouwd door de Samenwerkende Maatschappij van Goedkope Woningen voor het Gewest Aalst naar plannen van architect Antoon Blanckaert wiens architectenwoning ook beschermd is in de stad Aalst. De wijk herneemt de oorspronkelijke vorm van het Begijnhof. In 1956 werd de ingang ontworpen in Stijl 58, ook wel bekend als het speelde modernisme of de expo-stijl. Zo werden de plannen voor het poortgebouw in de Pontstraat met appartementen alleen door Antoon Blanckaert getekend (5 november 1956).
Blanckaert had de ambitie om traditie en moderniteit te doen verzoenen. 
De open groenaanleg werd in 1960 door het Nationaal Instituut voor Huisvesting bekroond, alsook de kunstwerken zijn kwalitatief hoogstaand. 

#### De ontwerpers voor de sociale woningen en de tuinwijken
Antoon Blanckaert, Victor Coolens, Jean De Gheest, Etienne De Saedeleer, Robert Moens de Hase en Walter van Herreweghe. 

## Galerij

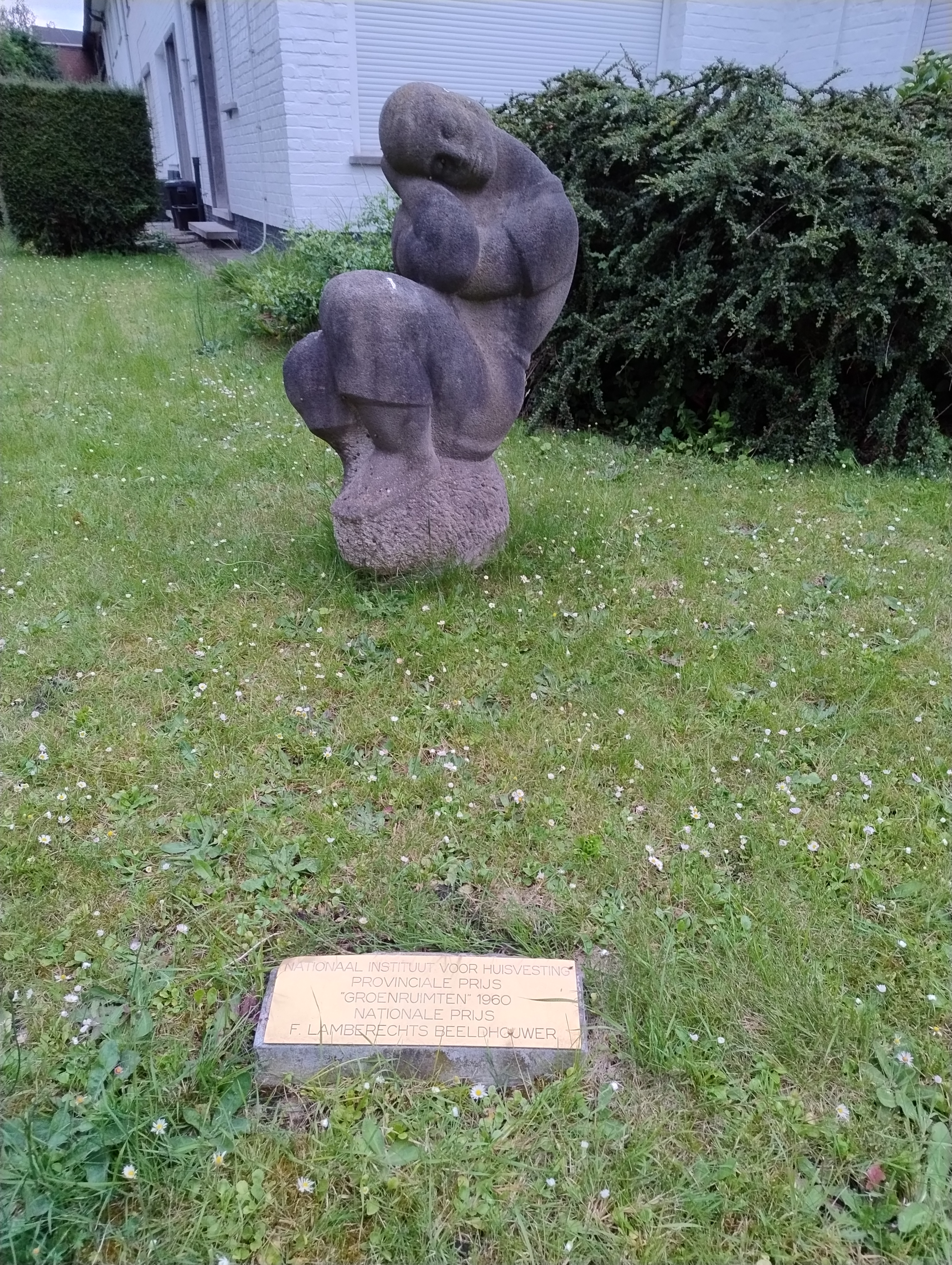
Standbeeld sociale huisvesting, het "Dromend Meisje" van Frans Lambrechts.
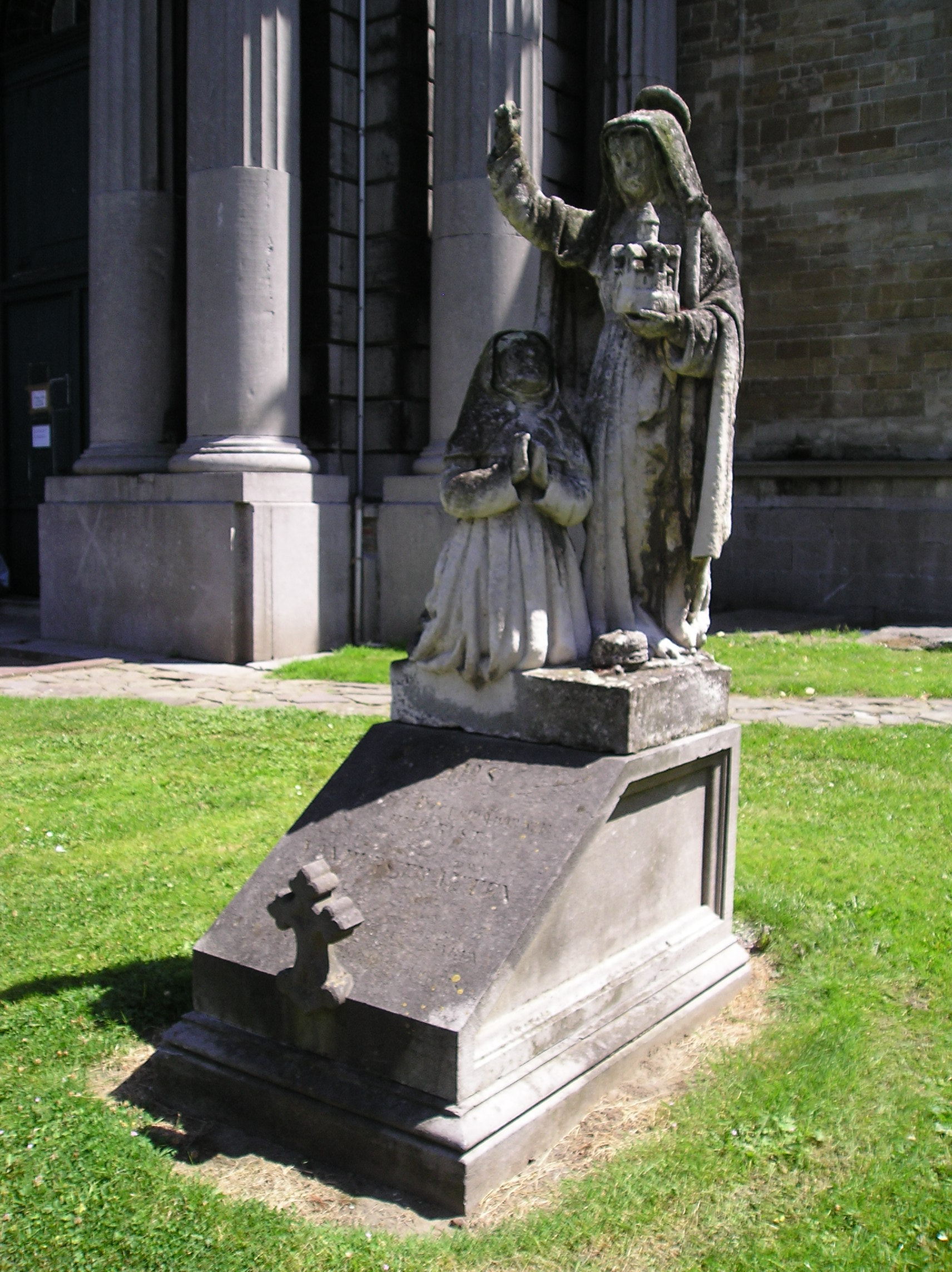
Begijnhofsculptuur
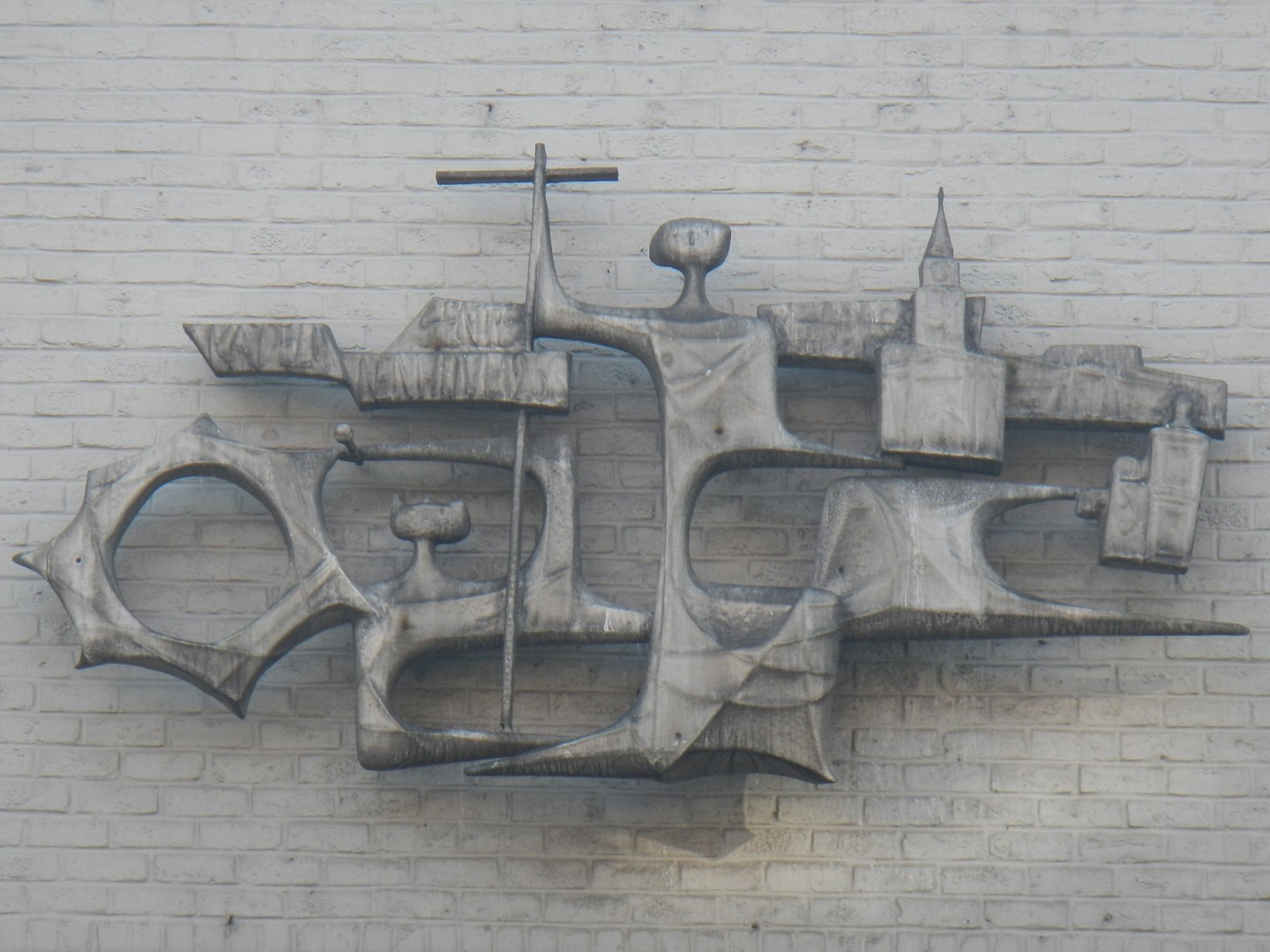
Detail ingang sociale woonwijk Oud Begijnhof, dit kunstwerk is gemaakt van aluminium, en is van hoogstaande kwaliteit. Ontworpen door Marc De Bruyn eind 1964
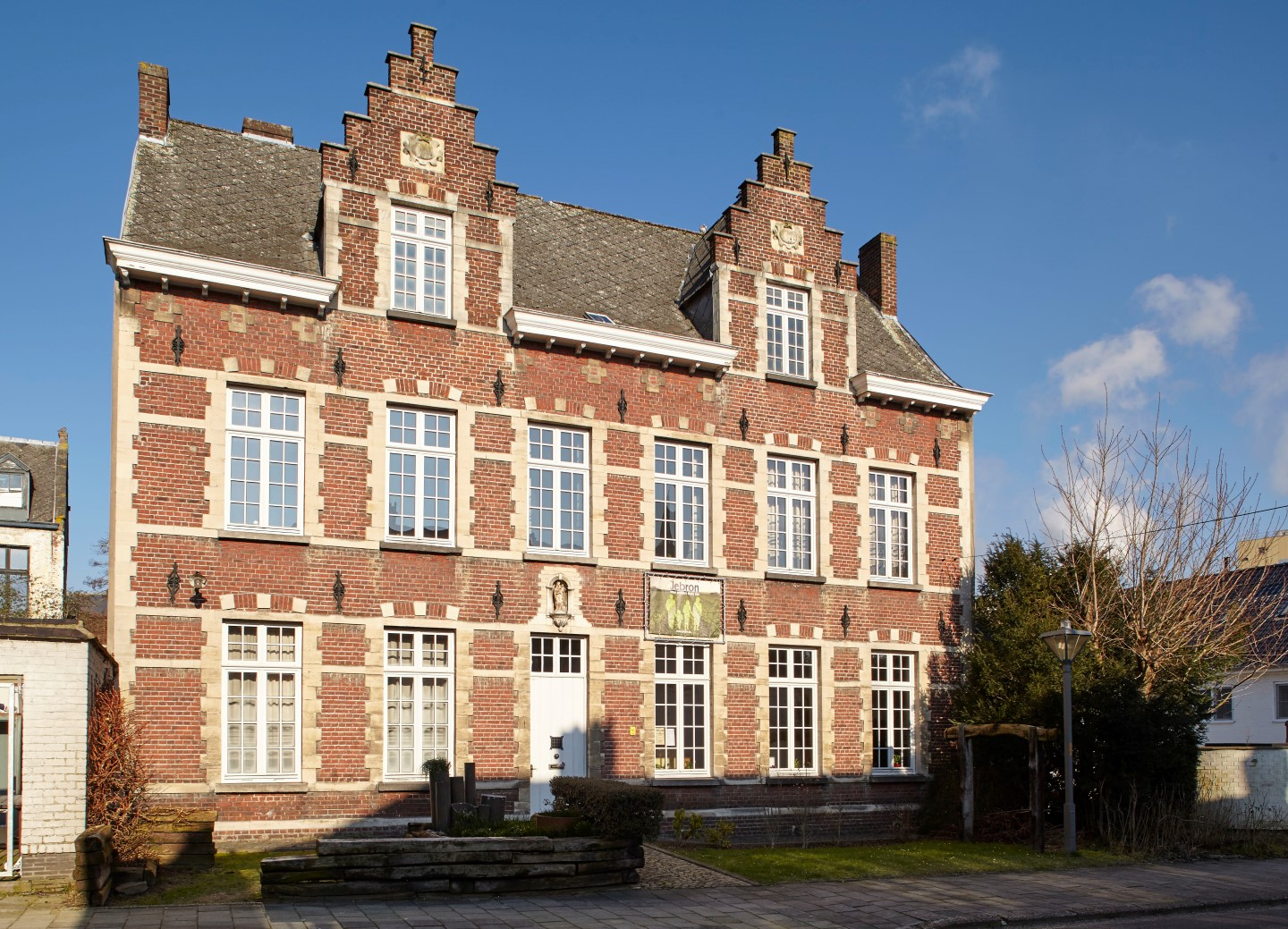
Herenhuis van 1878
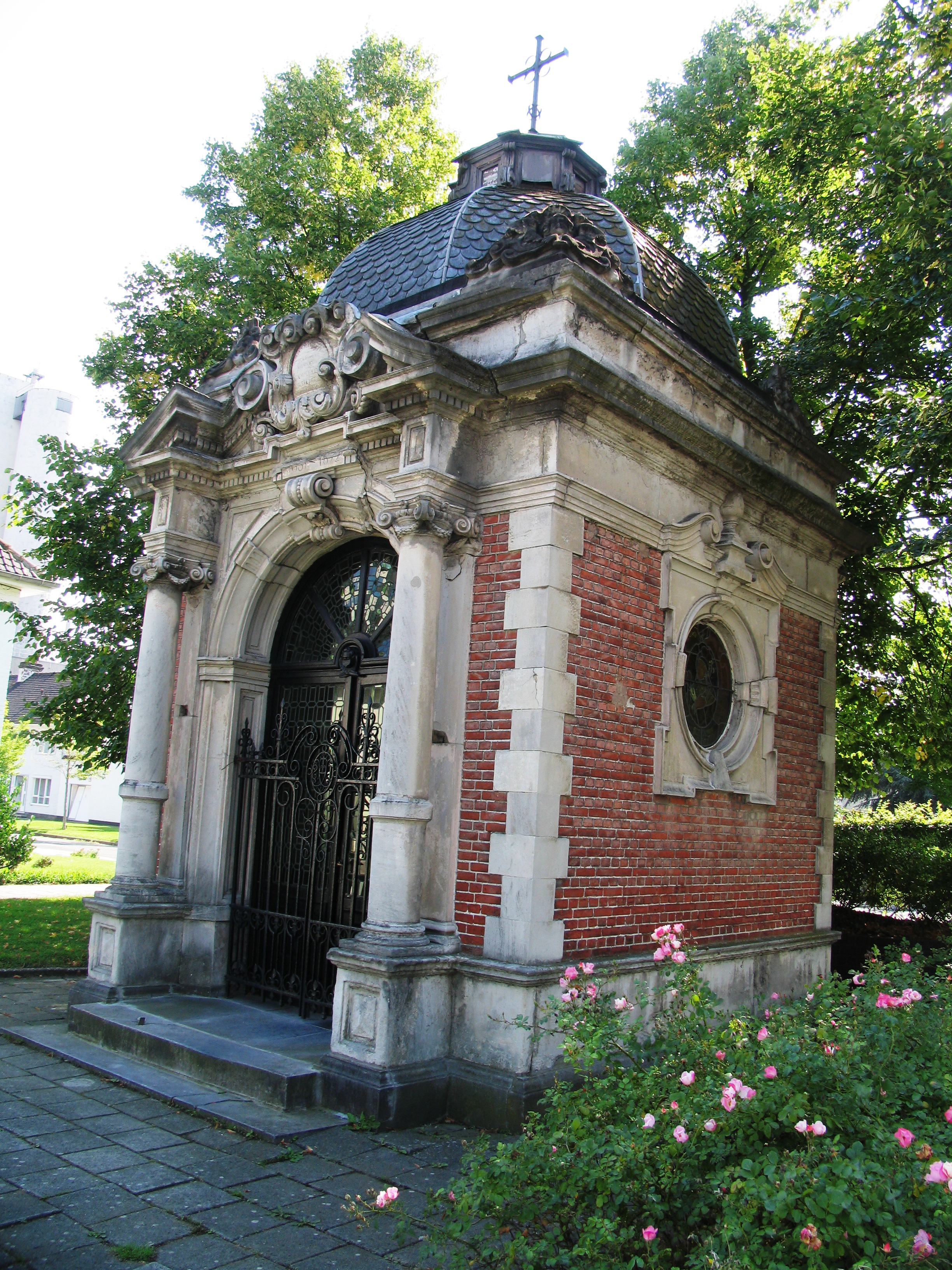
Kapel Sint-Antonius van Padua

## Lees ook
- Herenhuis van 1878
- Kapel Sint-Antonius van Padua
- Sint-Catharinakerk